# Vojmír Vokolek
Vojmír Vokolek (30. června 1910 Pardubice – 30. července 2001 Pardubice) byl český malíř, grafik, sochař a básník pocházejících z pardubického uměleckého rodu Vokolkových. Jeho nejvýraznějšími výtvarnými realizacemi jsou kostelní fresky (například Hrbokov, Dříteč, Rozhovice), k nimž Vojmír Vokolek psal originální průvodce ve formě velice specifických básní, jež bývají označovány jako básně fónické. Vojmír Vokolek tvořil poezii i mimo rámec vymezený freskami. Jeho básnické dílo dosud nebylo souborně vydáno.

## Život
Narodil se do rodiny pardubického majitele tiskařské dílny Václava Vokolka. Jeho sourozenci byli básník Vladimír Vokolek, vydavatel Vlastimil Vokolek a řádová sestra Květa Vokolková. V letech 1928–1932 studoval na VŠUP v Praze v ateliéru Jaroslava Bendy. Mezi lety 1932 až 1934 studoval grafiku u Tavíka Františka Šimona, rovněž v Praze. Se svými bratry založil v letech před druhou světovou válkou ediční řadu Lis tří bratří. Na vydávání svazků této edice hojně participoval coby grafik a ilustrátor – například ilustrace k prvotině svého bratra Vladimíra Poutní píseň k dobrému lotru.

## Dílo

### Fresky
Mezi lety 1949 až 1983 provedl ve vícero sakrálních stavbách v Čechách a na Moravě freskařskou výzdobu: V kostelech sv. Antonína Paduánského v Krakovci (1949-1955), sv. Jakuba Staršího v Rané (1953-1958), Všech svatých v Dolních Bučicích (1962-1963), sv. Václava v Hrbokově (1958-1962), sv. Jana Křtitele v Kněždubu (1964), sv. Petra a Pavla v Dřítči (1965), sv. Jana a Pavla v Mistrovicích (1966-1967), Církve českobratrské evangelické v Dvakačovicích (1964-1969), sv. Petra a Pavla v Rozhovicích (1969-1979), sv. Zikmunda v Stráži pod Ralskem (1979-1983), a v hřbitovních kaplích ve Vrdech (1963) a v Borku (1965), kde však byly v nedávné době zamalovány. V případě Rozhovic, Mistrovic, Dřítče a Stráže zhotovil navíc i mobiliář. Vokolkovy fresky se vyznačují v českém prostředí naprostou jedinečností a originalitou. Za jistý společný znak fresek lze označit snahu o zobrazení evangelijních motivů současným způsobem, vsadit evangelijní myšlenky do kulis současného světa. Proto například v rozhovickém kostele spatříme na zdech zpodobněné současné hladové a sociálně marginalizované obyvatelstvo všech kontinentů, mezi nimiž se proplétá Ježíš s učedníky rozdávajícími chléb, případně v kapli ve Stráži pod Ralskem lze přihlížet zbožnému adorování rakety – symbolu falešné novodobé modly – zatímco na smetišti za raketou pochybně vypadající špinavý muž diskutuje s mladou rodinou o úryvcích s evangelia symbolicky rozesetých na etiketách na smetišti poházených odpadků, zbytečností.
Podle Vokolkova návrhu byla také v letech 1952-1954 Jiřím Šindlerem realizována mozaika Sv. František káže ptáčkům na průčelí kostela Nalezení sv. Kříže v Brně na Kapucínském náměstí.

### Básně
Básnické dílo Vojmíra Vokolka je ve své velké části úzce spjato s jeho tvorbou výtvarnou. Vojmír Vokolek svými básněmi komentoval jednotlivé výtvarné realizace a dění na freskách tak přibližoval, oživoval příjemcům. Úryvky z těchto básní v některých případech zdobí i hmotné umělecké realizace – například skříň varhan v Rozhovicích. Zbásněného průvodce zhotovil Vojmír Vokolek i pro výstavu svých plastik na hradu Pecka. Dochován je hlasový záznam Vokolkova autorského čtení některých svých básní. Styl přednesu dokládá svými specifickými důrazy a výslovnostními zvláštnostmi silnou příbuznost s fónickou poezií.

### Plastiky
V závěru svého života tvořil Vojmír Vokolek ve svém ateliéru ve Dvakačovicích a pardubickém bytu plastiky z plechu, štípaného dřeva a kamenů. Mnoho z těchto prací je nenávratně zničeno, nicméně některé z nich bylo možno zhlédnout například ve stálé expozici na hradě Pecka (dodnes přístupné ve virtuální podobě), případně ve sbírkách Východočeské galerie v Pardubicích – například v rámci výstavy Mizející poselství, která trvala do června 2017.